# Jill Ritchie
Jill Susanne Ritchie (Romeo (Michigan), 5 maart 1974) is een Amerikaans actrice.

## Biografie
Ritchie groeide op in het noordoosten van de Verenigde Staten. Ze is de jongere zus van Kid Rock (echte naam: Robert James Ritchie). Sinds haar schooltijd doet ze aan theater, waarin ze nadien verder studeerde.
Ritchie's filmcarrière begon in de jaren 1990 met veelal kleine rollen in televisieseries. In 2004 kreeg ze een omvangrijke rol in de actiekomedie D.E.B.S.. In 2007 speelde ze in de sitcom I Hate My 30's.

## Filmografie
- Library of Congress Control Number: no2007061838
- Virtual International Authority File: 46541319
- WorldCat: E39PBJf4dtY4xB9fpMh4MdDjG3